# Embandu-Stadion
Das Embandu-Stadion, auch Uukwangula-Stadion genannt, ist ein Fußballstadion unweit der nordnamibischen Stadt Oshakati und Heimatstadion von Oshakati City. 
Das Stadion befindet sich an der nach Westen führenden Hauptstraße C41, etwa 8 Kilometer vom Stadtzentrum entfernt. Es fasst bis zu 1.000 Zuschauer.